# Международное бюро времени
Международное бюро времени, МБВ (фр. Bureau International de l'Heure, BIH) представляло собой межправительственную международную организацию, ответственную за определение всемирного времени.
Деятельность МБВ началась в 1912 году на базе  Парижской обсерватории. Официальный статус МБВ приобрело в 1919 году. В конце 1987 года МБВ перестало существовать как самостоятельная организация, его полномочия были разделены между  Международным бюро мер и весов и  Международной службой вращения Земли.